# Giao lộ Tây Pyeongtaek
Giao lộ Tây Pyeongtaek (Tiếng Hàn: 서평택 분기점, 서평택JC, Hanja: 安城分岐點), còn được gọi là W.Pyeongtaek JC, là giao lộ nơi Đường cao tốc Seohaean, Đường cao tốc Pyeongtaek–Jecheon và Đường cao tốc Pyeongtaek–Siheung gặp nhau và là điểm khởi đầu của Đường cao tốc Pyeongtaek–Jecheon, nằm ở Gojan-ri, Cheongbuk-eup, Pyeongtaek-si, Gyeonggi-do.

## Lịch sử
- 12 tháng 12 năm 2002: Đường cao tốc Pyeongtaek-Chungju được khai trương cùng với việc khai trương Giao lộ Tây Pyeongtaek ~ Nút giao thông Tây Anseong
- 28 tháng 3 năm 2008: Để thiết lập một nút giao mới, khu vực Gojan-ri, Cheongbuk-myeon được công bố là Nút giao Tây Pyeongtaek tại Trung tâm Quy hoạch Giao thông Đô thị Thành phố Pyeongtaek
- 28 tháng 3 năm 2013: Cải tạo đường giao nhau với việc mở Đường cao tốc Pyeongtaek–Siheung

## Thông tin cấu trúc
Khi Đường cao tốc Pyeongtaek-Jecheon được khai trương vào ngày 12 tháng 12 năm 2002, nó được mở như một nút giao thông đa cấp hình chữ Y, nhưng với việc mở thêm Đường cao tốc Pyeongtaek-Siheung vào ngày 28 tháng 3 năm 2013, nó đã trở thành một nút giao thông đa tầng kiểu tuabin. -giao lộ cấp độ với một số cấu trúc hiện tại bị loại bỏ. Nút giao thông này không có đoạn đường nối từ hướng Mokpo của Đường cao tốc Bờ Tây đến hướng Siheung của Đường cao tốc Pyeongtaek-Siheung, cũng không có đoạn đường nối từ hướng Pyeongtaek của Đường cao tốc Pyeongtaek-Siheung đến hướng Seoul của Bờ Tây Đường cao tốc.
- Vị trí: Gojan-ri, Cheongbuk-eup, Pyeongtaek-si, Gyeonggi-do

## Kết nối các tuyến đường

### Hướng điMokpo・Seoul
- Đường cao tốc Seohaean (Số 28)

### Hướng điJecheon
- Đường cao tốc Pyeongtaek–Jecheon (Số 1)

### Hướng điSiheung
- Đường cao tốc Pyeongtaek–Siheung (Số 1)

## Hình ảnh

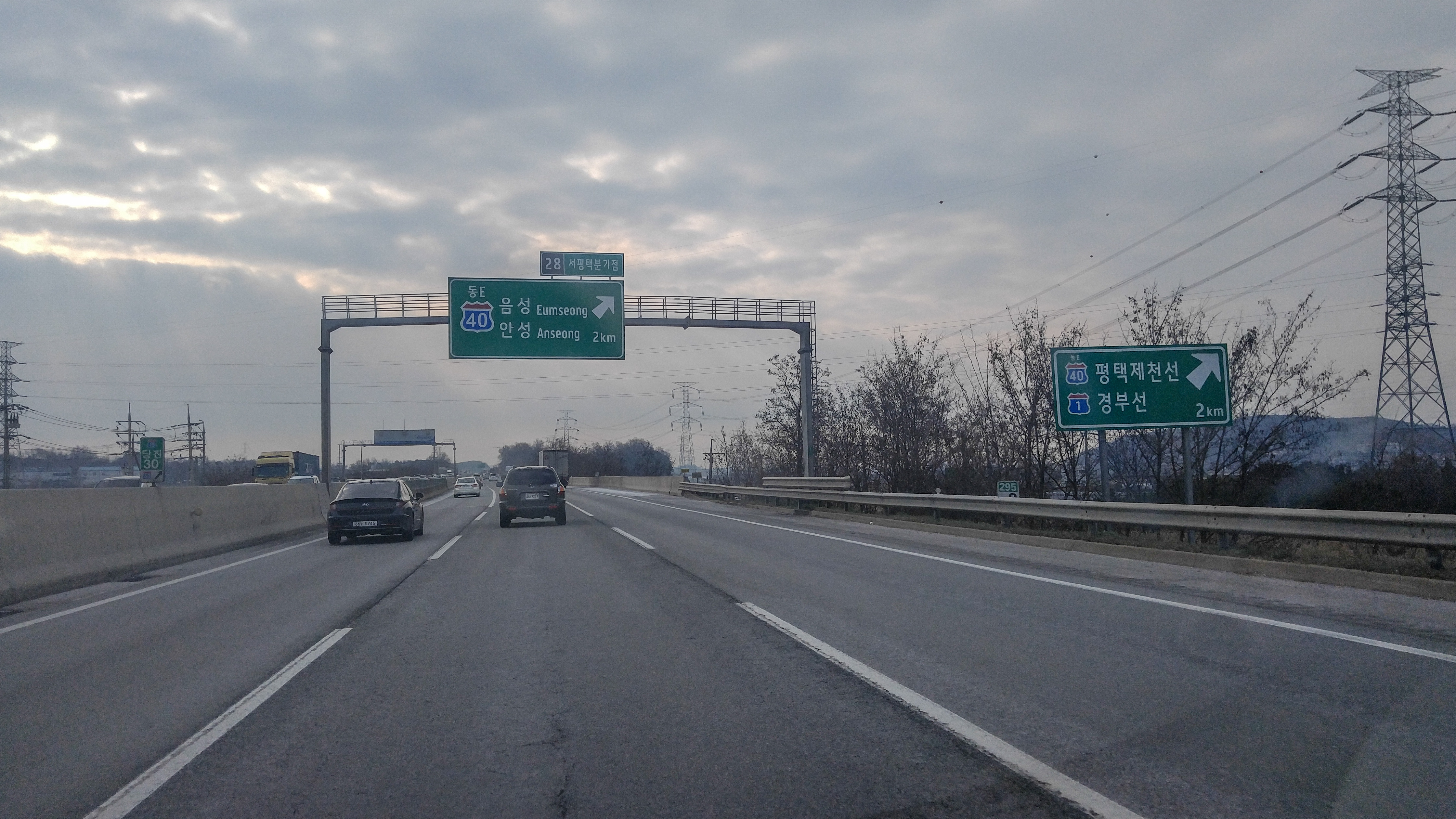
Đường cao tốc Seohaean biển báo cách 2km (Hướng Dangjin)
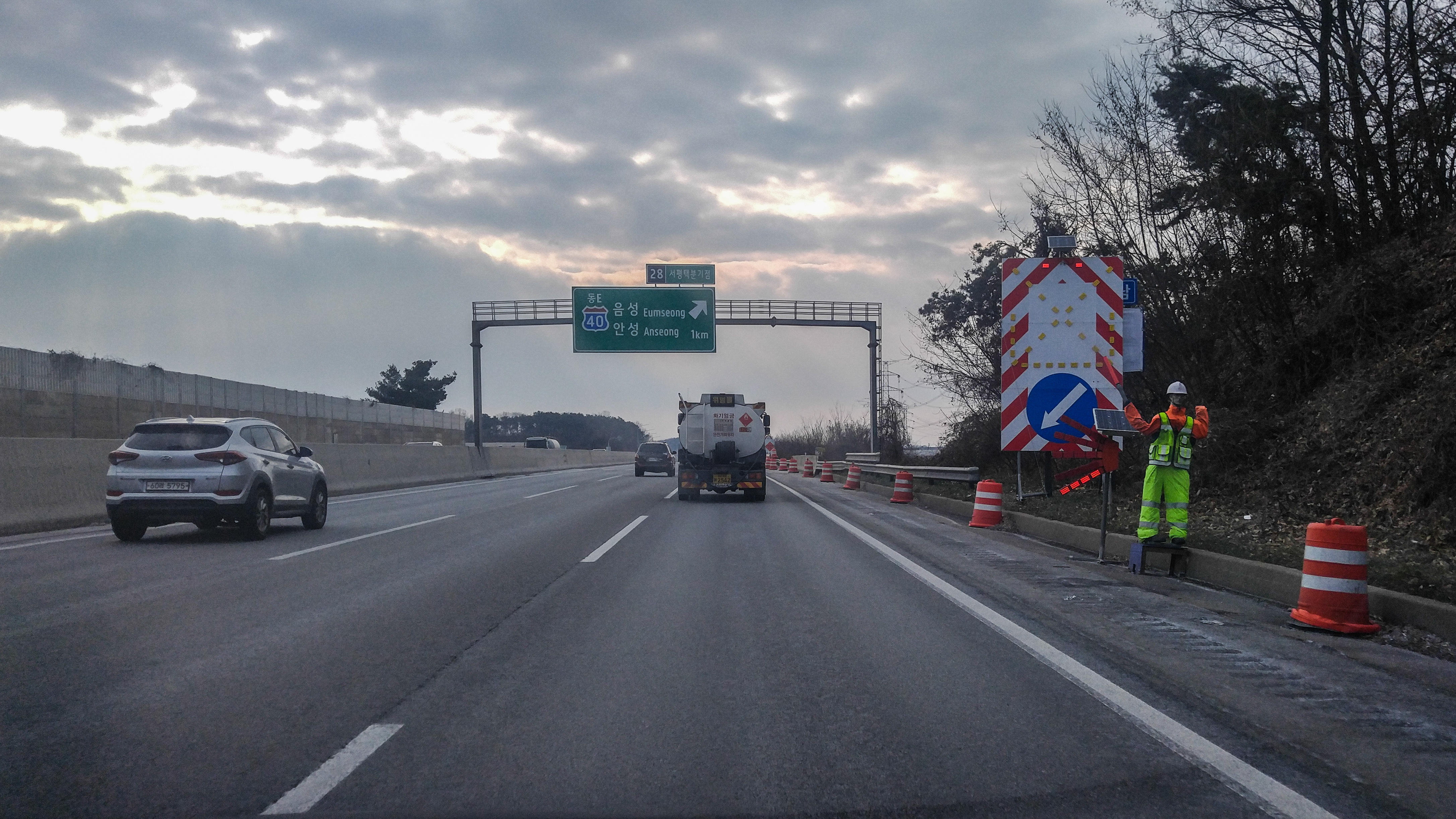
Đường cao tốc Seohaean biển báo cách 1km (Hướng Dangjin)
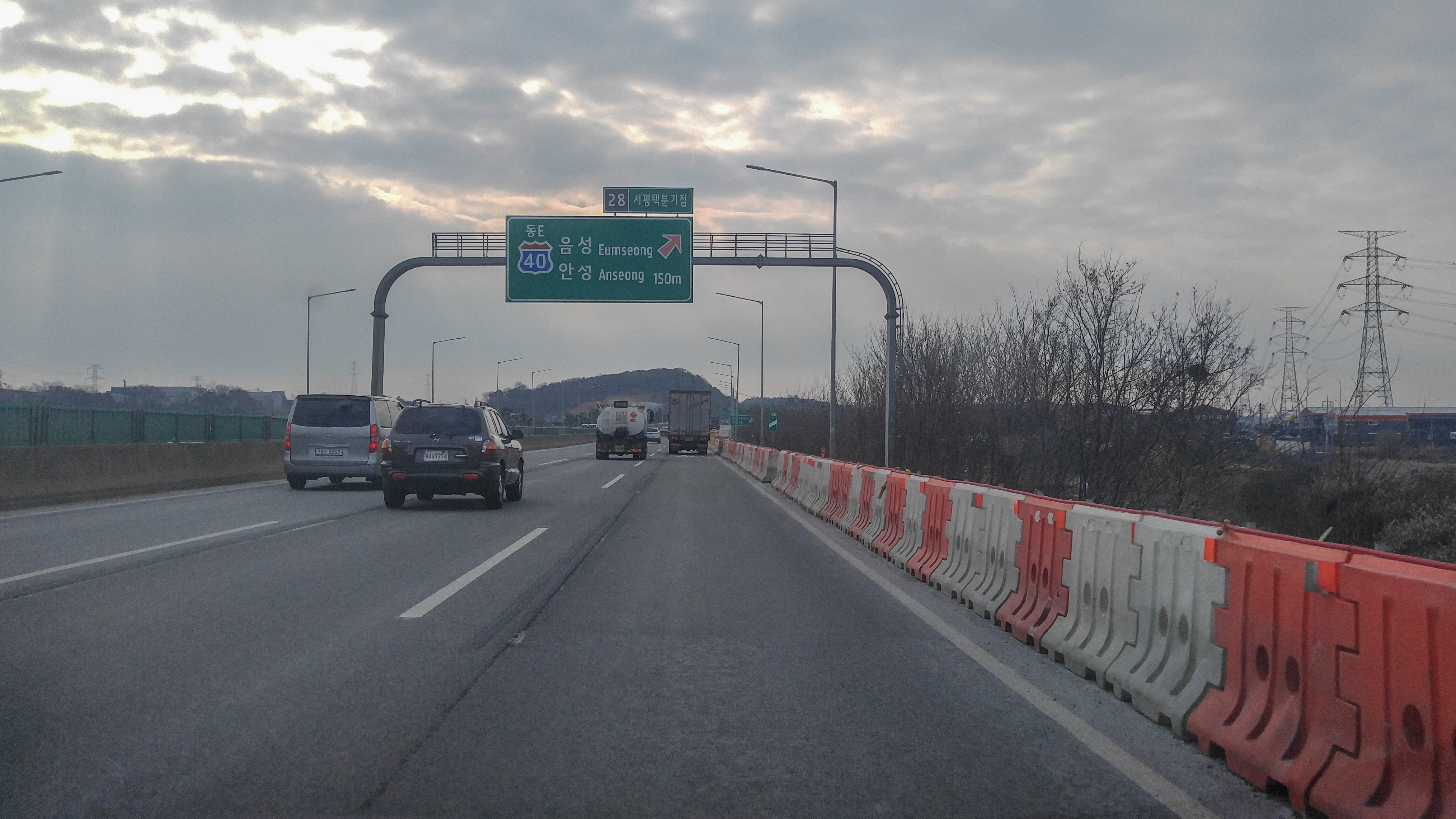
Đường cao tốc Seohaean biển báo cách 150m (Hướng Dangjin)